# Slavenka Drakulić
Slavenka Drakulić, née le 4 juillet 1949 à Rijeka, est une journaliste et écrivaine croate.

## Biographie
Slavenka Drakulić, est née le 4 juillet 1949 à Rijeka.
Elle sort diplômée de a faculté des lettres et de philosophie de l’université de Zagreb en  littérature comparée et sociologie en 1976.
De 1982 à 1992 elle commence sa carrière en tant que journaliste dans les journaux hebdomadaires Start et Danas  à Zagreb, où elle écrit des articles sur le féminisme. Elle publie l'essai mrtni grijesi feminizma, (« les péchés mortels du féminisme ») en 1984.

### Romancière
Elle est l'auteur de cinq romans dont le style se situe entre la fiction et l'auto fiction, dont Peau de marbre (Mramorna koža, 1989) et Je ne suis pas là (Kao da me nema, 1999) et d'une dizaine d'ouvrages traitant de l'écroulement du communisme (Les restes du communisme sont dans la casserole) et des guerres de Yougoslavie. Les thèmes abordés dans ses romans sont la corporéïté et la fragilité de l'existence, l'amour et la créativité des femmes.
Ses œuvres, traduites dans une quinzaine de langues, dont l'espagnol, le français et l'anglais), font de Slavenka Drakulić l'un des écrivains croates les plus lus internationalement.

### Départ de la Croatie et diffamation dans les médias nationalistes
Drakulić doit quitter temporairement la Croatie au début des années 1990, pour des raisons politiques liées aux guerres de Yougoslavie. Ses positions critiques envers l'idéologie nationaliste et la guerre, ainsi que ses conséquences pour les femmes, lui valent d'être la cible d'attaques dans les médias aux côtés d'autres autrices, qualifiées de « sorcières ».
Un article non signé dans l'hebdomadaire Globus (en) publié en 1992 et intitulé Les féministes croates violent la Croatie (Slaven Letica (en) reconnait par la suite en être l'auteur) accuse cinq écrivaines croates (Slavenka Drakulić, Vesna Kešić (de), Jelena Lovrić (d), Dubravka Ugrešić et Rada Iveković) d'être des « sorcières » et de « violer » la Croatie. Selon Letica, ces écrivaines ont le tort de ne pas avoir analysé le viol en tant que tactique militaire prétendument planifiée par les forces serbes de Bosnie contre les Croates, en le traitant comme des crimes de «mâles non identifiés» contre les femmes. Peu après la publication de cet article, Drakulić reçoit des menaces téléphoniques, ses biens sont vandalisés. Ne recevant que peu ou pas de soutien de ses anciens amis et collègues, elle décide de quitter la Croatie,.
L'article est à l'origine d'une importante controverse qui aboutit à un procès en diffamation contre le magazine où les écrivaines ont gain de cause,.

### Carrière de journaliste et essayiste internationale
Elle publie ensuite dans des journaux internationaux comme La Stampa, The Nationet Frankfurter allgemeine Zeitung), The New Republic, The New York Times Magazine, The New York Review of Books, Süddeutsche Zeitung, Internazionale, Dagens Nyheter, Eurozine, Politiken et  The Guardian.
Elle vit entre la Croatie et la Suède.
Elle écrit des essais qui abordent la vie sous le communisme, les crimes de guerre et la vie après le communisme.

## Œuvre

### Romans
- Hologrami straha, Grafički zavod Hrvatske, Zagreb, 1987  (ISBN 86-399-0077-9)
- Mramorna koža, Grafički zavod Hrvatske, Zagreb, 1989 (OCLC 30606158) Publié en français sous le titre Peau de marbre, traduit par Mireille Robin, Paris, éditions Robert Laffont, coll. « Pavillons. Domaine de l'Est », 1990  (ISBN 2-221-06817-3)
- Božanska glad, Durieux, Zagreb 1995
- Kao da me nema, Feral Tribune, Split 1999 Publié en français sous le titre Je ne suis pas là, traduit par Mireille Robin, Paris, éditions Belfond, 2002  (ISBN 2-7144-3800-8)
- Frida ili o boli, Profil, Zagreb 2007

### Essais
- Smrtni grijesi feminizma, Znanje, Zagreb, 1984
- How we survived communism and even laughed, Hutchinson, London 1992 Publié en français sous le titre Les restes du communisme sont dans la casserole, traduit par Marianne Guénot et Guy Fournier, Paris, Jacques Bertoin, 1992,  (ISBN 2-87949-020-0)
- The Balkan Express W.W. Norton, New York 1993 Publié en français sous le titre Balkan-express, traduit par Mireille Robin et Cécile Wajsbrot Paris, Mentha, coll. « De l'Est », 1992  (ISBN 2-7425-0026-X)
- Cafe Europa, Abacus, London 1996
- Kako smo preživjeli, Feral Tribune, Split 1997.
- Oni ne bi ni mrava zgazili, Kultura & Rasvjeta, Split, 2003  (ISBN 953-7075-17-6)
- Sabrani romani, Profil, Zagreb, 2003
- Sabrani eseji, Profil, Zagreb, 2005
- Tijelo njenog tijela, Jutarnji list, Zagreb, 2006
- Two underdogs and a cat, Seagull Books, London, NY, Calcutta 2009
- Basne o komunizmu, Profil, Zagreb, 2009